# 음악 장르
음악 장르는 수많은 형식의 음악을 형식, 전통, 관습에 따라 묶는 범주를 뜻한다.
음악 장르는 일부 음악을 공유된 전통이나 일련의 관습에 속하는 것으로 식별하는 전통적인 범주(즉, 장르)이다. 장르는 음악 형식 및 음악 스타일과 구별되지만 실제로는 이러한 용어가 때때로 같은 의미로 사용된다.
음악은 예술 음악이나 민속 음악과 달리 대중 음악과 같이 다양한 방식으로, 때로는 광범위하고 극성을 갖는 장르로 나눌 수 있다. 또 다른 예로 종교 음악과 세속 음악이 있다. 음악의 예술적 특성은 이러한 분류가 종종 주관적이고 논란의 여지가 있으며 일부 장르가 겹칠 수 있음을 의미한다. 장르가 발전함에 따라 때로는 새로운 음악이 기존 카테고리로 통합되거나 파생 하위 장르, 퓨전 장르 및 "마이크로 장르"가 확산되기 시작한다.

## 음악 장르 목록
대표적인 음악 장르에는 아래와 같은 것이 있으며, 이 외에도 수많은 음악 장르들이 있다.
- 클래식
- JAZZ
- CCM
- 팝
- 발라드
- 블루스
- 힙합
- 컨트리 뮤직
- 포크 음악
- 레게
- 디스코
- 록 음악
- 전자 음악
- 트로트
- 일렉트로닉 뮤직
- 로큰롤

## 같이 보기
- 라디오 데이터 시스템